# Макри, Кимберли
Кимберли Макри (англ. Kimberley McRae, 24 мая 1992, Виктория) — канадская саночница. Призёр чемпионата мира 2017 года. Член сборной Канады по санному спорту. Призёр этапов Кубка мира.

## Биография
Она начала соревноваться за Канаду в различных юношеских категориях, но особо значимых результатов не достигла.
На абсолютном уровне она дебютировала на Кубке мира в сезоне 2008/09. Свой первый подиум выиграла 19 января 2014 года в одноместных санях в Альтенберге (3-е место), а свою первую победу одержала 3 декабря 2016 года в Лейк-Плэсиде в командном зачете. В общем зачете лучший результат - восьмое место в одноместных санях в сезоне 2014/15 года.
Она принимала участие на двух зимних Олимпийских играх: в Сочи 2014 и в Пхенчхане в 2018 году, где заняла пятое место в личном зачете.
Она также принимала участие в трех чемпионатах мира, завоевав однажды бронзовую медаль на женском турнире в Иглсе в 2017 году.
На тихоокеанском чемпионате в США она выиграла три медали: две серебряные в Калгари-2012 и в Калгари-2018, и одну бронзовую в Калгари-2016.
В декабре 2018 года, на этапе в Калгари, Кимберли отметила свой первый подиум на этапах Кубка мира в сезоне 2018/2019. Она стала третьей.

## Победы на этапах Кубка мира (1)
| Дата           | Место       | Страна | Дисциплина             |
| -------------- | ----------- | ------ | ---------------------- |
| 3 Декабря 2016 | Лейк-Плэсид | США    | Командные соревнования |